# Djävulens advokat (dokumentärfilm)
För TV-serien med samma namn se Djävulens advokat (TV-serie).
Djävulens advokat är den svenska titeln på den franske regissören Barbet Schroeders dokumentärfilm om den kontroversiella franska advokaten Jacques Vergès. I filmen intervjuas Jacques Vergès och de olika terrorister som han försvarat.
Man får följa Vergès liv från studenttiden i Paris där han är god vän med Kambodjas diktator Pol Pot. Han blir känd när han försvarar Djamila Bouhired som är medlem i motståndsrörelsen Fronten för nationell frihet i Algeriet. Han redogör för sin nya försvarstaktik mot kolonialmakten Frankrike i domstolen, att skapa internationell uppmärksamhet kring rättegången. Taktiken lyckas och Djamila Bouhareds straff ändras till fängelse. Hon friges sedan och Vergès gifter sig med henne. Sedan beskriver filmen i kronologisk ordning hur hans kontakter med palestinska och tyska terrorister utvecklas. Till slut får man följa hur han försvarar nazisten Klaus Barbie ("Slaktaren från Lyon").
I Algeriet så finner filmens huvudperson sitt livs mest intensiva ögonblick. Allt är vackert, romantiskt och idealistiskt. Då i och med Algeriets frigörelse stannar allt och vår protagonist finner sig utan möjlighet att fortsätta i samma bana. Men för resten av livet längtar han tillbaka till att återuppleva dessa ögonblick. Paradoxalt blir han korrupt fast han strävar efter att fortsätta att vara ren. Han försöker återuppleva sin romans med Djamila och Algeriets frihetskamp men hans upprepningar blir bara en grotesk karikatyr. Det är samma tema som i Alfred Hitchcock film Studie i brott.
Kenneth Turan of Los Angeles Times skrev att det var den 3:e bästa filmen år 2007 (tillsammans med Into Great Silence), och J. Hoberman på The Village Voice skrev att den var den 8:e bästa filmen år 2007.
På filmsajten IMDb så har filmen betyg 7,2 av 10. Filmen har vunnit tre priser som bästa dokumentär.
Djävulens advokat är på många sätt ett dagsaktuellt dokument som berättar hur terror kan se ut inifrån.
Filmen kan betraktas som en rättegång mot Vergès. Anklagad för att försvarat nazister, terrorister som Carlos, afrikanska diktatorer, konstruktörer av de röda khmerernas folkmord allt detta bekostat av arabiska shejker och den nazistiske mångmiljonären, schweizaren François Genoud.